# 约翰逊城 (得克萨斯州)
詹森城（英語：Johnson City）是美國德州布蘭科縣中部的一個小鎮，2000年的人口為1,191。是布蘭科縣政府所在地。弗雷德里克斯堡位於北緯30°16′，東經98°24′。詹森城也是已故美國總統林登·詹森的家鄉。

## 歷史

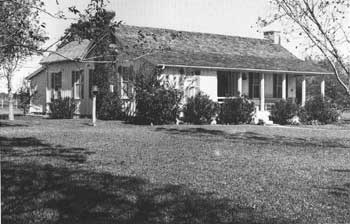
美國已故總統林登·詹森的出生地

詹森城是由林登·詹森祖父的外甥詹姆斯（James Polk Johnson）在19世紀中葉建立。1876年，詹姆斯認為當時的布蘭科縣縣治不方便到達，所以發起一個選舉，試圖將布蘭科縣法院搬到地理上為於縣中心的詹森城，但不成功。事後，居民開始接受詹姆斯的領導，計劃將詹森城建立成為一個新社區。1878年，鎮上興建了一間郵局，由於通訊比以前方便得多，所以開始有較多的居民搬到鎮詹森城居住。1879年，居民成功地向州政府請願，在布蘭科縣選一個新的縣治，但在投票時被議員反對，議案不獲得通過。與此同時，詹森城繼續發展，詹姆斯在鎮上興建了一棟兩層高的辦公室以及一間旅館；他並捐贈了很多錢給學校。最終於1890年，在縣治選舉裡，詹森城大熱成為布蘭科縣的縣治。
雖然成為了縣治，促進了社區內的經濟；但直至1930年代林登·詹森成為全國學生事務管理局的德克薩斯州負責人前，詹森城仍未現代化。林登·詹森上任後將詹森城現代化，引入電力供應。他成為美國國會參議員以及後來成為總統後，電話服務有很大的改進，因此美國政府於1969年將布蘭科縣內部分地區劃為林登詹森國家歷史公園。
詹森城在很多年之前已成為牧畜交易中心，有一定的商店。雖然商店的數目在1914至1933年間由20間下跌成7間，但在50年代中期增加至42間。60年代末，林登·詹森成為美國總統後，居民的主要收入是來自慕名而來的旅客。直至現時，詹森城也是以旅遊業為主。

## 地理環境
詹森城位於聖安東尼奧以北97公里以及德州首府奧斯汀以西60公里。根據美國人口調查局的數據，弗雷德里克斯堡的面積有3.5平方公里，並且全都是陸地。

## 統計資料
根據2000年人口普查，詹森城總共有1,191個居民、442個家庭，其中317個家庭居住在市內。人口密度：每平方公里有343.2人。人種：89.67%白人、0.84%印第安人、0.17%亞洲人以及1.09%是混血兒。其中有大約兩成居民是拉丁美裔人。近年城市人口正在不斷上升，直至2006年，人口現突破了10,000人。
性別比列方面，每100個女性中就有88.2個男性。每100個18歲以下的女性中就有84.5個男性。
收入方面，人均收入是$34,148美元；家庭平均收入是$39,375美元；男性與女性的平均收入為$30,529及$21,607美元。整個鎮有12.5%的人口處於貧窮線底下。